# Oscar Cantú
Oscar Cantú (Houston, 5 dicembre 1966) è un vescovo cattolico statunitense, dal 1º maggio 2019 vescovo di San Jose in California.

## Biografia
Monsignor Oscar Cantú è nato a Houston, Texas, il 5 dicembre 1966 da Ramiro e Maria de Jesus Cantú, nativi di piccole città vicino a Monterrey, in Messico. È il quinto di otto figli.

### Formazione e ministero sacerdotale
Ha frequentato la Holy Name Catholic School e la St. Thomas High School di Houston. Si è laureato all'Università di Dallas. Ha compiuto gli studi ecclesiastici presso l'Università di San Tommaso a Houston concludendoli nel 1994 con un Master of Divinity.
Il 6 novembre 1993 è stato ordinato diacono dal vescovo ausiliare di Galveston-Houston James Anthony Tamayo. Il 21 maggio dell'anno successivo è stato ordinato presbitero per la diocesi di Galveston-Houston da monsignor Joseph Anthony Fiorenza. In seguito è stato vicario parrocchiale della parrocchia di San Cristoforo a Houston dal 1994 al 1996 e della parrocchia di Santa Cecilia dal 1996 al 1997. È stato quindi inviato a Roma per studi. Ha conseguito la licenza in sacra teologia e nel 2002 il dottorato in teologia dogmatica alla Pontificia Università Gregoriana. Tornato in patria è stato vicario parrocchiale della parrocchia di Santa Francesca Cabrini a Houston dal 2002 al 2003 e poi parroco della parrocchia del Santo Nome a Houston dal 2003 al 2008. È stato professore all'Università di San Tommaso a Houston e al seminario "Santa Maria" della stessa città.
Ha partecipato a diversi ministeri e movimenti a Houston. È stato coinvolto nel movimento della famiglia cristiana, ha condotto ritiri con i giovani dello stesso movimento nell'arcidiocesi di Galveston-Houston e ha lavorato con il ministero degli incontri. È stato anche coinvolto nella Metropolitan Organization (TMO), che si occupa di edilizia, immigrazione ed educazione.

### Ministero episcopale
Il 10 aprile 2008 papa Benedetto XVI lo ha nominato vescovo ausiliare di San Antonio e titolare di Dardano. Ha ricevuto l'ordinazione episcopale il 2 giugno successivo nella chiesa di San Marco Evangelista a San Antonio dall'arcivescovo metropolita di San Antonio José Horacio Gómez Velasco, co-consacranti l'arcivescovo emerito di Galveston-Houston Joseph Anthony Fiorenza e il vescovo ausiliare della stessa arcidiocesi Joe Steve Vásquez. Con 41 anni di età era il più giovane vescovo del paese.
Dal 26 maggio al 23 novembre 2010 è stato amministratore diocesano dell'arcidiocesi di San Antonio.
Nel marzo del 2012 ha compiuto la visita ad limina.
Il 10 gennaio 2013 papa Benedetto XVI lo ha nominato vescovo di Las Cruces. Ha preso possesso della diocesi il 28 febbraio successivo. Con 46 anni di età era il più giovane ordinario diocesano degli Stati Uniti d'America.
L'11 luglio 2018 papa Francesco lo ha nominato vescovo coadiutore di San Jose in California. Ha preso possesso della diocesi il 28 settembre successivo.
Il 1º maggio 2019 succede alla medesima sede.
Ha servito in diverse commissioni della Conferenza dei vescovi cattolici degli Stati Uniti. Ha presieduto la commissione per la giustizia internazionale e la pace dal 2015 al 2017. In quel ruolo ha visitato le Chiese in alcune delle aree più problematiche di Medio Oriente, Africa, America Latina e Asia per rappresentare i vescovi statunitensi nel mostrare solidarietà con le Chiese locali come quelle del Sudan del Sud e della Repubblica Democratica del Congo che sono sotto forte pressione. Ha visitato due volte l'Iraq e Cuba. In Medio Oriente si è recato a Gaza, Gerusalemme, Israele e in Cisgiordania, facendosi promotore della soluzione dei due Stati, la posizione di vecchia data della Chiesa cattolica. Ha parlato alle Nazioni Unite e a Londra in difesa dell'insegnamento della Chiesa in opposizione alla proliferazione delle armi nucleari. Ha chiesto libertà religiosa in Medio Oriente, Indonesia, Malaysia e India.
Nel 2015 ha visitato il Giappone per le cerimonie che hanno segnato il 70º anniversario del bombardamento atomico di Hiroshima e Nagasaki. È stato uno dei due delegati scelti dalla conferenza episcopale per rappresentarla alla visita di papa Francesco in Messico nel febbraio del 2016.
Oltre all'inglese, parla lo spagnolo, l'italiano e il francese.

## Genealogia episcopale
La genealogia episcopale è:
- Cardinale Scipione Rebiba
- Cardinale Giulio Antonio Santori
- Cardinale Girolamo Bernerio, O.P.
- Arcivescovo Galeazzo Sanvitale
- Cardinale Ludovico Ludovisi
- Cardinale Luigi Caetani
- Cardinale Ulderico Carpegna
- Cardinale Paluzzo Paluzzi Altieri degli Albertoni
- Papa Benedetto XIII
- Papa Benedetto XIV
- Papa Clemente XIII
- Cardinale Marcantonio Colonna
- Cardinale Giacinto Sigismondo Gerdil, B.
- Cardinale Giulio Maria della Somaglia
- Cardinale Carlo Odescalchi, S.I.
- Cardinale Costantino Patrizi Naro
- Cardinale Lucido Maria Parocchi
- Papa Pio X
- Cardinale Gaetano De Lai
- Cardinale Raffaele Carlo Rossi, O.C.D.
- Cardinale Amleto Giovanni Cicognani
- Cardinale Pio Laghi
- Arcivescovo Charles Joseph Chaput, O.F.M.Cap.
- Arcivescovo José Horacio Gómez Velasco
- Vescovo Oscar Cantù

## Araldica
| Stemma | Titolare                          | Descrizione |
|        | Oscar Cantú Vescovo di Las Cruces | Uno stemma episcopale è composto da uno scudo con le sue cariche (simboli), un rotolo con il motto e gli ornamenti esterni. Lo scudo, che è la caratteristica centrale e più importante di qualsiasi dispositivo araldico è descritto (blasonato) in termini del XII secolo che sono arcaici al nostro linguaggio moderno. Questa descrizione viene fatta come se fosse fatta dal portatore con lo scudo indossato sul braccio. Quindi, dove si applica, i termini destra e sinistra sono invertiti quando lo stemma viene visto dal lato anteriore. Per il suo stemma episcopale monsignor Cantù ha adottato un disegno che riflette la sua vita e il suo ministero di sacerdote. Su una sbarra centrale vi è una tavola nera su cui è esposto un calice d'oro con una particola d'argento, l'Eucaristia, la caratteristica centrale del ministero sacerdotale. Questi simboli affermano che la casa come l'altare, sono i luoghi in cui la famiglia si riunisce e che è sempre stato il luogo più importante per la famiglia Cantù e per la famiglia di Cristo. La parte superiore dello stemma è blu e quella inferiore verde. I tre campi sono attraversati da un pastorale da vescovo d'oro e da un pastorale velato da abate d'argento. Questi simboli onorano Sant'Oscar di Brema che servì la chiesa di Dio come abate benedettino prima di essere chiamato a diventare vescovo di Amburgo. Gli abati usavano un pastore velato perché nei tempi antichi gli abati non sempre avevano i guanti indossati dal vescovo in certe cerimonie e quindi si servivano del velo per tenere le mani pulite per l'adorazione. Come motto ha scelto l'espressione "Zelus domus tuae comedit me". Questa frase, tratta dal Salmo 69 esprime la ferma convinzione del vescovo che in tutto ciò che fa per Dio, lo "zelo per la casa del Signore mi consuma". Lo stemma è completato dagli ornamenti esterni che sono una croce processionale episcopale d'oro, posta dietro e che si estende sopra e sotto lo scudo, e un galero, con sei nappe, in tre file, su entrambi i lati dello scudo, il tutto in verde. Queste sono le insegne araldiche di un prelato del grado di vescovo, per ordine della Santa Sede del 31 marzo 1969. Lo stemma è stato descritto dal diacono Paul J. Sullivan. |